# Премия Стила
Премия Стила (англ. Steele Prize) — премия, ежегодно вручаемая Американским математическим обществом за выдающиеся исследования и работы в области математики. С 1993 года премия присуждается в трёх номинациях.
Премия была учреждена в 1970 году согласно завещанию Лероя Стила (Leroy P. Steele), бакалавра Гарвардского университета. Способ присуждения премии изменялся в 1976 и 1993 годах, однако первоначальная цель — награждать как оригинальные исследования, так и обзорные работы, — сохранилась. Размер премии составляет 5000 долларов, премии выдаются не на строгой национальной основе, однако, как правило, связаны с математической деятельностью в пределах США и работами, опубликованными на английском языке.

## Номинация «За выдающиеся достижения на протяжении всей карьеры»
Премия Стила за выдающиеся достижения на протяжении всей карьеры присуждается в зависимости от совокупного влияния всех математических работ получателя, уровня исследований в течение определённого периода времени, влияния на развитие конкретной области математики и влияния на математику посредством учеников. Здесь приведён только список лауреатов; причины присуждения премии в каждом конкретном случае можно найти в источнике в конце статьи.
- 2025: Дуза Макдафф
- 2024: Хаим Брезис[фр.]
- 2023: Николас Кац[англ.]
- 2022: Ричард Стенли[англ.]
- 2021: Карен Уленбек
- 2020: Спенсер Блох[англ.]
- 2019: Джефф Чигер[англ.]
- 2018: Жан Бургейн
- 2017: Джеймс Артур
- 2016: Барри Саймон
- 2015: Виктор Гершевич Кац
- 2014: Филипп Гриффитс
- 2013: Яков Григорьевич Синай
- 2012: Иво Бабушка[англ.]
- 2011: Джон Милнор
- 2010: Уильям Фултон
- 2009: Луис Каффарелли
- 2008: Джордж Люстиг
- 2007: Генри Маккин[англ.]
- 2006: Фредерик Геринг[англ.], Деннис Салливан
- 2005: Израиль Моисеевич Гельфанд
- 2004: Кэтлин Моравец
- 2003: Рональд Грэм, Виктор Гийемин[англ.]
- 2002: Майкл Артин, Элиас Стейн
- 2001: Гарри Кестен[англ.]
- 2000: Изадор Зингер
- 1999: Ричард Кэдисон[англ.]
- 1998: Натан Джекобсон
- 1997: Ральф Филлипс[англ.]
- 1996: Горо Шимура
- 1995: Джон Тейт
- 1994: Луис Ниренберг
- 1993: Евгений Борисович Дынкин

## Номинация «За математическое изложение»
Премия Стила «за математическое изложение» присуждается за определённую книгу, обзорную статью или исследовательскую работу, в которой объемлюще и систематически излагаются результаты, полученные в какой-либо области математики.
- 2025: Джеймс Милн[англ.]
- 2024: Бенсон Фарб[англ.], Дэн Маргалит[англ.]
- 2023: Лоренс Эванс[англ.]
- 2022: Йохан де Йонг[англ.]
- 2021: Нога Алон, Джоэль Спенсер[англ.]
- 2020: Мартин Бридсон[англ.], Андре Хефлигер
- 2019: Филипп Флажоле[англ.] (ум. 2011), Роберт Седжвик
- 2018: Мартин Айгнер и Гюнтер Циглер
- 2017: Дуза Макдафф и Дитмар Саламон[англ.]
- 2016: Дэвид Кокс, Джон Литтл и Донал О’Ши[англ.]
- 2015: Роберт Лазарсфельд
- 2014: Дмитрий Юрьевич Бураго, Юрий Дмитриевич Бураго, Сергей Владимирович Иванов
- 2013: Джон Гукенхеймер[англ.], Филип Холмс[англ.]
- 2012: Майкл Ашбахер[англ.], Ричард Лионс[англ.], Стивен Смит, Рональд Соломон[англ.]
- 2011: Хенрик Иванец
- 2010: Дэвид Эйзенбад
- 2009: Иэн Макдональд
- 2008: Нил Трудингер[англ.]
- 2007: Дэвид Мамфорд
- 2006: Ларс Хёрмандер
- 2005: Бранко Грюнбаум
- 2004: Джон Милнор
- 2003: Джон Гарнетт[англ.]
- 2002: Ицхак Кацнельсон[англ.]
- 2001: Ричард Стенли[англ.]
- 2000: Джон Конвей
- 1999: Серж Ленг
- 1998: Джозеф Сильверман[англ.]
- 1997: Энтони Кнапп[англ.]
- 1996: Брюс Берндт[англ.], Уильям Фултон
- 1995: Жан-Пьер Серр
- 1994: Ингрид Добеши
- 1993: Уолтер Рудин

## Номинация «За плодотворный вклад в исследования»
Премия Стила за плодотворный вклад в исследования присуждается за статью, которая имеет фундаментальное или непреходящее значение для некоторой области математики или является образцом для многих исследований. Начиная с 1994 года, конкретные области математики чередуются с циклом в пять лет; например, премия 2001 года присуждалась в области прикладной математики, 2002 года — геометрии и топологии, 2003 года — логики и дискретной математики, 2004 года — анализа и 2005 года — алгебры.
- 2025: Кеннет Рибет[англ.]
- 2024: Йозеф Балог[англ.], Роберт Моррис[англ.], Войцех Самотий[пол.], Дэвид Секстон[англ.], Эндрю Томасон[англ.]
- 2023: Питер Кронхаймер[англ.], Томаш Мровка[англ.]
- 2022: Мишель Гуманс[англ.], Давид Уильямсон[англ.]
- 2021: Мюррей Герстенхабер[англ.]
- 2020: Крейг Трейси[англ.], Гарольд Видом
- 2019: Харузо Хида[англ.]
- 2018: Сергей Владимирович Фомин и Андрей Владленович Зелевинский (ум. 2013)
- 2017: Леон Саймон[англ.]
- 2016: Эндрю Майда
- 2015: Ростислав Иванович Григорчук
- 2014: Луис Каффарелли, Роберт Кон[нем.], Луис Ниренберг
- 2013: Сахарон Шелах
- 2012: Уильям Тёрстон
- 2011: Ингрид Добеши
- 2010: Роберт Грайс[англ.]
- 2009: Ричард Гамильтон
- 2008: Эндре Семереди
- 2007: Карен Уленбек
- 2006: Гарднер Клиффорд[англ.], Джон Грин[англ.], Мартин Крускал, Роберт Миура[англ.]
- 2005: Роберт Ленглендс
- 2004: Лоренс Эванс[англ.], Николай Владимирович Крылов
- 2003: Рональд Дженсен[англ.], Майкл Морли[англ.]
- 2002: Марк Горески[англ.], Роберт Макферсон
- 2001: Лесли Грингард[англ.], Владимир Владимирович Рохлин
- 2000: Барри Мазур
- 1999: Майкл Крандалл[англ.], Джон Нэш
- 1998: Герберт Вилф[англ.], Дорон Зельбергер
- 1997: Михаил Леонидович Громов
- 1996: Дэниел Струк[англ.], Сриниваса Варадхан
- 1995: Эдвард Нельсон[англ.]
- 1994: Луи де Бранж
- 1993: Джордж Мостов

## Лауреаты до 1993 года
- 1992: Жак Диксмье[англ.], Джеймс Глимм[англ.], Питер Лакс
- 1991: Франсуа Треве[англ.], Эудженио Калаби, Арман Борель
- 1990: Роберт Ричмайер[англ.], Бертрам Костант[англ.], Рауль Ботт
- 1989: Дэниел Горенстейн[англ.], Альберто Кальдерон, Ирвинг Капланский
- 1988: Сигурдур Хелгасон[англ.], Джан-Карло Рота[англ.], Дин Монтгомери
- 1987: Мартин Гарднер, Герберт Федерер, Венделл Флеминг[англ.], Самуэль Эйленберг
- 1986: Дональд Кнут, Сандерс Маклейн, Рудольф Кальман
- 1985: Саундерс Маклейн, Майкл Спивак[англ.], Роберт Стайнберг, Хасслер Уитни
- 1984: Элиас Стейн, Леннарт Карлесон, Джозеф Лео Дуб
- 1983: Пол Халмош, Стивен Клини, Шиинг-Шен Черн
- 1982: Ларс Альфорс, Цит Юань Лам, Джон Милнор, Фриц Джон[англ.]
- 1981: Оскар Зарисский, Эберхард Хопф, Нельсон Данфорд[англ.], Джекоб Шварц[англ.]
- 1980: Андре Вейль, Гарольд Эдвардс[англ.], Герхард Хохшильд[англ.]
- 1979: Антоний Зигмунд, Робин Хартсхорн, Джозеф Кон[англ.], Саломон Бохнер, Ганс Леви
- 1976, 1977, 1978: премия не присуждалась.
- 1975: Джордж Макки, Блейн Лоусон[англ.], Липман Берс, Мартин Дэвис, Джозеф Тейлор[англ.]
- 1972: Эдвард Кёртис[англ.], Вильям Эллисон, Лоренс Пейн, Дана Скотт
- 1971: Джеймс Каррелл, Жан Дьёдонне, Филипп Гриффитс
- 1970: Соломон Лефшец